# 納賽爾湖
納賽爾湖（阿拉伯语：‎；羅馬化轉寫：Buhayrat Nasir）是位于埃及南部和蘇丹北部的大型水庫。嚴格來說，只有位于埃及境內的部分（佔总面積的83%）被稱為「納賽爾湖」（Lake Nasser），而蘇丹境內的部分被稱為「努比亞湖」（Lake Nubia）。
納賽爾湖是由于1958至1970年建造的橫截尼羅河的亞斯文水壩拦水而形成，長度約550公里。在北回歸線附近最闊，為35公里，覆蓋5,250平方公里的面積，儲水量為157立方公里。
幾個重要的努比亞考古遺蹟被逐塊拆下再搬到更高處，當中最著名的是阿布辛拜勒神廟。蘇丹的河港及鐵路終點站瓦迪哈勒法被上升的水位淹沒，在原址附近興建了新城鎮。在埃及尼羅河上游的整個努比亞人社區共有幾十萬人，他們原有的村庄被淹没，被遷至其它地方定居。
湖的埃及名稱是为了紀念纳赛尔（Gamal Abdel Nasser）總統。
在1990年代，上升的水位導致湖水流入西部沙漠，1998年開始形成數個托西卡湖泊。